# Eddy Was Right
De cd wordt september 1993 opgenomen in de Sing Sing Studio in Metslawier. De recensies zijn over het algemeen positief, zowel over de keuze van de covers, de eigenwijze invulling daarvan en de kwaliteit van de zelfgeschreven nummers.

## Bezetting
- Wyger Smits – zang, gitaar
- Wilt Dijk – zang, contrabas
- Wander van Duin – zang, gitaar, banjo, mandoline, mondharmonica

## Tracklist
1. For a Lifetime (Wander van Duin)
2. Blue Hotel (Chris Isaac)
3. 1952 Vincent Black Lightning (Richard Thomopson)
4. Sittin' on a Fence (Mick Jagger, Keith Richard)
5. West Wind (Wander  van Duin)
6. Brother (Wander van Duin)
7. Long May You Run (Neil Young)
8. White Freightliner Blues (Townes van Zandt)
9. Tried in Vain (Wander van Duin)
10. I Fought the Law (Sonny Curtis)
11. Ridin' & Reelin' (Wander van Duin, Wyger Smits)
12. Little Things in Life (Dan Stuart, Chuck Prophet)
13. Clearly tell Me Why (Wilt Dijk)
14. I've Just Seen A Face (John Lennon, Paul McCartney)
15. It's All Over Now (Mick Jagger, Keith Richard)
16. John Hardy (trad.)